# Dallas Goedert
Dallas Clayton Goedert (* 3. Januar 1995 in Aberdeen, South Dakota) ist ein US-amerikanischer American-Football-Spieler auf der Position des Tight Ends. Aktuell spielt er für die Philadelphia Eagles in der National Football League (NFL).

## Frühe Jahre
Goedert besuchte die Britton-Hecla High School in Britton, South Dakota. Dort war er in der Football-, Fußball- und Basketballmannschaft der Schule aktiv. Nach seinem Highschoolabschluss ging er von 2013 bis 2017 an die South Dakota State University, zunächst jedoch nur als Walk-on ohne Stipendium. Nachdem er in seinem ersten Jahr geredshirted wurde, war er ab seinem 2. Jahr Stammspieler für seine Universität. In den folgenden 4 Jahren kam er in 53 Spielen zum Einsatz und konnte dabei den Ball für 2988 Yards und 21 Touchdowns fangen, dazu kam ein gelaufener Touchdown. Aufgrund dieser guten Statistiken wurde er zweimal ins FCS First-Team All-American sowie dreimal ins First-Team All-MVFC gewählt.

## NFL
Beim NFL-Draft 2018 wurde Goedert in der 2. Runde an 49. Stelle von den Philadelphia Eagles ausgewählt. Sein NFL-Debüt gab er am 1. Spieltag der Saison 2018 beim 18:12-Sieg gegen die Atlanta Falcons, bei dem er einen Pass für vier Yards fing. Am 3. Spieltag beim 20:16-Sieg gegen die Indianapolis Colts war er das erste Mal Starter für die Eagles. Bei der Partie konnte er den Ball für 73 Yards und einen Touchdowns fangen, seinen ersten in der NFL. Insgesamt kam Goedert in seiner Rookie-Saison in allen 16 Spielen zum Einsatz, davon in 8 von Beginn an. Er konnte den Ball für 334 Yards und 4 Touchdowns fangen. Da die Eagles 9 Spiele gewannen und nur 7 verloren, konnten sie sich für die Playoffs qualifizieren. Dort trafen sie in der 1. Runde auf die Chicago Bears und konnten das Spiel mit 16:15 gewinnen. Goedert gab dabei sein Postseason-Debüt und konnte den Ball für insgesamt 20 Yards und einen Touchdown fangen. In der folgenden Runde trafen sie auf die New Orleans Saints, denen sie jedoch mit 14:20 unterlagen.
Auch in der Saison 2019 kam Goedert regelmäßig zum Einsatz, zwar nur in 15 der 16 Spielen der Regular Season, dafür aber in 9 Spielen von Beginn an. Dabei konnte er den Ball für 607 Yards und 5 Touchdowns fangen. Die Eagles konnten in dieser Saison erneut 9 Spiele gewinnen und 7 verlieren, in diesem Jahr konnten sie damit jedoch auch die NFC-East-Division gewinnen und sich somit erneut für die Playoffs qualifizieren. Dort trafen sie in der 1. Runde auf die Seattle Seahawks. Goedert kam in dem Spiel sogar als Starter zum Einsatz, das erste Mal in seiner Karriere in der Postseason, und konnte den Ball für 73 Yards fangen, konnte jedoch eine 9:17-Niederlage gegen die Seattle Seahawks nicht verhindern. Zu Beginn der Saison 2020 konnte Goedert den Ball bei der 17:27-Niederlage gegen das Washington Football Team für insgesamt 101 Yards und einen Touchdown fangen. Ea war sein erstes Spiel mit über 100 gefangenen Yards. Am 3. Spieltag verletzte sich Goedert bei dem 23:23-Unentschieden gegen die Cincinnati Bengals am Knöchel, fiel daraufhin für mehrere Wochen aus und wurde auf die Injured Reserve Liste gesetzt. Am 31. Oktober wurde er wieder in den Spieltagskader aufgenommen und war von da an Stammspieler als Tight End, auch da sich der andere Tight End der Eagles, Zach Ertz, ebenfalls verletzt hatte. Bei den restlichen acht Spielen der Saison kam er jeweils von Beginn an zum Einsatz.
Zu Beginn der Saison 2021 stand Goedert im direkten Konkurrenzkampf mit Ertz um Spielzeit als Tight End. Goedert stand zwar einige Male in der Startformation, konnte sich jedoch nicht endgültig durchsetzen. Nachdem Ertz jedoch am 15. Oktober 2021 zu den Arizona Cardinals getraded wurde, wurde Goedert danach alleiniger Stammspieler als Tight End und konnte gute Leistungen zeigen. Am 19. November 2021 verlängerte er daraufhin seinen Vertrag um vier Jahre bis 2025. Am 13. Spieltag konnte Goedert beim 33:18-Sieg gegen die New York Jets den Ball für 105 Yards und zwei Touchdowns fangen. Dies konnte er beim 27:17-Sieg gegen das Washington Football Team am folgenden Spieltag sogar noch einmal ausbauen, er fing den Ball für 135 Yards, bis dato seine Karrierehöchstleistung. Im Januar 2021 verpasste er ein Spiel aufgrund einer Infektion an COVID-19. Da die Eagles in dieser Saison 9 Spiele gewannen und nur acht verloren, konnten sie sich für die Playoffs qualifizieren. Dort kam Goedert bei der 15:31-Niederlage gegen die Tampa Bay Buccaneers auch als Starter zum Einsatz, das Ausscheiden trotz Ballfängen für 92 Yards jedoch nicht verhindern.
Auch in der Saison 2022 blieb er Stammspieler der Eagles als Tight End. Am 3. Spieltag konnte er beim 24:8-Sieg gegen die Washington Commanders seinen ersten Touchdown der Saison nach Pass von Jalen Hurts erzielen. Am 9. Spieltag konnte er beim 29:17-Sieg gegen die Houston Texans den Ball insgesamt für 100 Yards fangen, sein Saisonbestwert. Dazu fing er einen Touchdownpass. Im November 2022 zog er sich allerdings eine Schulterverletzung zu, sodass er einige Spiele verletzungsbedingt ausfiel. Er gab sein Comeback bei der 34:40-Niederlage gegen die Dallas Cowboys am 16. Spieltag. Da die Eagles in der Saison 14 Spiele gewannen und nur drei verloren, konnten sie sich erneut für die Playoffs qualifizieren. Dort trafen sie in der Divisional-Runde auf die New York Giants. Bei dem 38:7-Sieg konnte Goedert sogar einen Touchdown fangen. Auch im folgenden NFC Championship Game gegen die San Francisco 49ers setzten sie sich mit 31:7 durch, sodass sie sich für Super Bowl LVII qualifizierten. Dort trafen sie auf die Kansas City Chiefs. In dem Spiel stand Goedert erneut in der Startformation und konnte sechs Pässe für 60 Yards fangen, die 38:35-Niederlage jedoch nicht verhindern.
In der folgenden Saison 2023 konnte Goedert seinen Status als Starter verteidigen. Allerdings konnte er statistisch nicht ganz an seine Vorjahre anknüpfen, so konnte er insgesamt zwar wie in der Vorsaison drei Touchdowns erzielen, allerdings mit dem Ball insgesamt nur 592 Yards zurücklegen. Inmitten der Regular Season verpasste er außerdem drei Spiele aufgrund einer Armverletzung. Auch 2023 konnten sich die Eagles für die Playoffs qualifizieren, dort schieden sie jedoch direkt in der ersten Runde mit 9:32 gegen die Tampa Bay Buccaneers aus. Goedert fing dabei den einzigen Touchdown der Eagles.
Auch in der Saison 2024 war er von zwei kleineren Verletzungen geplagt, ansonsten blieb Goedert Stammspieler bei den Eagles. Einerseits zog er sich im Oktober eine Oberschenkelverletzung zu, wegen der er drei Spiele verpasste, andererseits wurde er wegen einer Knieverletzung im Dezember sogar auf die Injured Reserve Liste gesetzt und verpasste vier Spiele. Allerdings konnte er am dritten Spieltag beim 15:12-Sieg gegen die New Orleans Saints mit insgesamt 170 gefangenen Yards einen neuen Karrierehöchstwert in dieser Kategorie erzielen. Nach seinen Verletzungen wurde Goedert im Januar 2025 rechtzeitig für die Playoffs, für die sich die Eagles erneut qualifiziert hatten, aktiviert. In der ersten Playoff-Runde konnte er beim 22:10-Sieg gegen die Green Bay Packers direkt einen Touchdown nach Pass von Hurts erzielen. Da die Eagles in der Folge auch die Los Angeles Rams im Divisional-Round-Game sowie die Washington Commanders im NFC Championship Game besiegten, qualifizierten sie sich für Super Bowl LIX. Dort trafen sie, wie schon zwei Jahre zuvor, auf die Kansas City Chiefs. In diesem Spiel konnte Goedert zwei Pässe für 27 Yards fangen, und am Ende die Partie mit den Eagles 40:22 gewinnen. Insofern feierte er seinen ersten Super-Bowl-Sieg.

## Karrierestatistiken
| Legende | Legende            |
| ------- | ------------------ |
| Fett    | Karrierehöchstwert |
|         | Super-Bowl-Sieg    |

### Regular Season
| Saison                             | Team             | Spiele | Spiele  | Gefangen | Gefangen | Gefangen | Gefangen | Gefangen | Fumbles | Fumbles  |
| Saison                             | Team             | Gesamt | Starter | Pässe    | Yards    | Avg      | Lang     | TD       | Gesamt  | Verloren |
| ---------------------------------- | ---------------- | ------ | ------- | -------- | -------- | -------- | -------- | -------- | ------- | -------- |
| 2018                               | Eagles           | 16     | 8       | 33       | 334      | 10,1     | 32       | 4        | 0       | 0        |
| 2019                               | Eagles           | 15     | 9       | 58       | 607      | 10,5     | 28       | 5        | 2       | 2        |
| 2020                               | Eagles           | 11     | 9       | 46       | 524      | 11,4     | 41       | 3        | 0       | 0        |
| 2021                               | Eagles           | 15     | 14      | 56       | 830      | 14,8     | 45       | 4        | 1       | 0        |
| 2022                               | Eagles           | 12     | 12      | 55       | 702      | 12,8     | 31       | 3        | 1       | 1        |
| 2023                               | Eagles           | 14     | 14      | 59       | 592      | 10,0     | 49       | 3        | 0       | 0        |
| 2024                               | Eagles           | 10     | 10      | 42       | 496      | 11,8     | 61       | 2        | 2       | 0        |
| Gesamte Karriere                   | Gesamte Karriere | 93     | 76      | 349      | 4.085    | 11,7     | 61       | 24       | 6       | 3        |
| Quelle: pro-football-reference.com |                  |        |         |          |          |          |          |          |         |          |

### Playoffs
| Saison                             | Team             | Spiele | Spiele  | Gefangen | Gefangen | Gefangen | Gefangen | Gefangen | Fumbles | Fumbles  |
| Saison                             | Team             | Gesamt | Starter | Pässe    | Yards    | Avg      | Lang     | TD       | Gesamt  | Verloren |
| ---------------------------------- | ---------------- | ------ | ------- | -------- | -------- | -------- | -------- | -------- | ------- | -------- |
| 2018                               | Eagles           | 2      | 0       | 2        | 20       | 10,0     | 10       | 1        | 0       | 0        |
| 2019                               | Eagles           | 1      | 1       | 7        | 73       | 10,4     | 17       | 0        | 0       | 0        |
| 2021                               | Eagles           | 1      | 1       | 6        | 92       | 15,3     | 28       | 0        | 0       | 0        |
| 2022                               | Eagles           | 3      | 3       | 16       | 141      | 8,8      | 23       | 1        | 0       | 0        |
| 2023                               | Eagles           | 1      | 1       | 4        | 21       | 5,3      | 10       | 1        | 0       | 0        |
| 2024                               | Eagles           | 4      | 4       | 17       | 215      | 12,6     | 31       | 1        | 0       | 0        |
| Gesamte Karriere                   | Gesamte Karriere | 12     | 10      | 52       | 562      | 10,8     | 31       | 4        | 0       | 0        |
| Quelle: pro-football-reference.com |                  |        |         |          |          |          |          |          |         |          |